# После дождя (картина Куинджи)
«После дождя» — картина русского художника Архипа Куинджи (1841/1842—1910), написанная в 1879 году. Картина является частью собрания Государственной Третьяковской галереи (инв. 883). Размер картины — 102 × 159 см.

## История и описание
Картина «После дождя» была впервые показана в 1879 году на 7-й выставке Товарищества передвижных художественных выставок («передвижников»), вместе с двумя другими картинами художника — «Север» и «Берёзовая роща».
На картине изображены дома степного хутора, освещённые проглянувшим после недавней грозы ярким солнцем. На заднем плане — чёрное небо с тяжёлыми дождевыми тучами. Ярким зелёным цветом показана освещённая солнцем трава. 

## Отзывы
Искусствовед Владимир Петров так писал в своей статье, посвящённой 150-летию со дня рождения Архипа Куинджи:
... особенно остро ощущается динамизм, наэлектризованность жизни южной природы в картине «После дождя». В ней Куинджи запечатлел момент, когда после только что пронесшейся над степным хутором грозы небо еще затянуто бегущими к горизонту черно-лиловыми тучами, но сквозь них уже пробились солнечные лучи, осветившие омытую ливнем траву и мокрые крыши зданий, и в свежем воздухе живет предчувствие радуги. Темпераментная живопись неба, передающая мощь грозовой стихии, сочетается в картине с поэтической проникновенностью деталей — прежде всего изображения мирно пасущейся у реки каурой лошадки (анималистические элементы у Куинджи вообще очень выразительны).

## Другие картины
У Куинджи есть несколько картин с таким же или похожими названиями. Одна из них, «После грозы» (1879), находится в коллекции Сумского художественного музея.